# Röhrnbach
Röhrnbach település Németországban, azon belül Bajorországban. Lakosainak száma 4358 fő (2023. december 31.). Röhrnbach Waldkirchen, Freyung, Perlesreut, Fürsteneck, Hutthurm és Büchlberg községekkel határos.

## Népesség
A település népessége az elmúlt években az alábbi módon változott:
| Lakosok száma | 478  | 488  | 942  | 3360 | 4145 | 4394 | 4382 | 4373 | 4338 | 4358 |
|               | 1875 | 1900 | 1950 | 1970 | 1987 | 2013 | 2015 | 2017 | 2021 | 2023 |